# Hwa-Kyung Yim
Hwa-Kyung Yim (koreanisch 임화경 RR Im Hwa-Gyeong, MCR Im Hwagy‌ŏng; * in Seoul) ist eine südkoreanische Pianistin.

## Leben
Sie besuchte das Kunstgymnasium ihrer Heimatstadt. Vierzehnjährig (1978) debütierte sie mit dem National Symphony Orchestra of Korea. Im selben Jahr begann sie ein Klavierstudium bei Detlef Kraus an der Folkwang-Hochschule Essen. Danach studierte sie bei Bernhard Ebert an der Hochschule für Musik, Theater und Medien Hannover sowie bei Elza Kolodin und James Avery an der Hochschule für Musik Freiburg. Sie trat u. a. bei den Berliner Festwochen, der musica viva in München und den Darmstädter Ferienkursen auf und spielte etwa mit dem Symphonieorchester des Bayerischen Rundfunks und dem Deutschen Symphonie-Orchester Berlin. Im Jahr 1998 erhielt sie den Kranichsteiner Musikpreis in Darmstadt. 2004 wurde sie Gastprofessorin an der Universität Ulsan in Südkorea, wo sie von 2006 bis 2011 eine Professur bekleidete. In Bremen ist sie seit 2011 Lehrbeauftragte für Klavier.
1986 heiratete sie den Komponisten Jörg Birkenkötter, seit 2011 Professor an der Hochschule für Künste Bremen.